# Relais 4 × 400 mètres masculin aux championnats du monde d'athlétisme 2019
Pour un article plus général, voir Championnats du monde d'athlétisme 2019.
Navigation
Londres 2017 Eugene 2022
L'épreuve du relais 4 × 400 mètres masculin des championnats du monde de 2019 se déroule les 5 et 6 octobre 2019 dans le Khalifa International Stadium, au Qatar.

## Résultats

### Finale
| Rang               | Couloir | Pays              | Athlète                                                             | Temps   | Notes |
| ------------------ | ------- | ----------------- | ------------------------------------------------------------------- | ------- | ----- |
| Médaille d'or      | 4       | États-Unis        | Fred Kerley, Michael Cherry, Wil London, Rai Benjamin               | 2:56.69 | WL    |
| Médaille d'argent  | 5       | Jamaïque          | Akeem Bloomfield, Nathon Allen, Terry Ricardo Thomas, Demish Gaye   | 2:57.90 | SB    |
| Médaille de bronze | 7       | Belgique          | Jonathan Sacoor, Robin Vanderbemden, Dylan Borlée, Kevin Borlée     | 2:58.78 | SB    |
| 4                  | 6       | Colombie          | Jhon Perlaza, Diego Palomeque, Jhon Solís, Anthony Zambrano         | 2:59.50 | NR    |
| 5                  | 9       | Trinité-et-Tobago | Asa Guevara, Jereem Richards, Deon Lendore, Machel Cedenio          | 3:00.74 | SB    |
| 6                  | 8       | Italie            | Davide Re, Vladimir Aceti, Matteo Galvan, Edoardo Scotti            | 3:02.78 |       |
| 7                  | 3       | France            | Ludvy Vaillant, Christopher Naliali, Thomas Jordier, Mame-Ibra Anne | 3:03.06 |       |
|                    | 2       | Royaume-Uni       | Cameron Chalmers, Toby Harries, Rabah Yousif, Lee Thompson          |         | DNF   |

### Séries
Les 3 premiers de chaque série (Q) et les 2 meilleurs temps (q) se qualifient pour la finale.
| Rang | Série | Couloir | Pays              | Athlète                                                                            | Temps   | Notes |
| ---- | ----- | ------- | ----------------- | ---------------------------------------------------------------------------------- | ------- | ----- |
| 1    | 1     | 4       | États-Unis        | Tyrell Richard, Vernon Norwood, Wilbert London, Nathan Strother                    | 2:59.89 | Q     |
| 2    | 2     | 5       | Jamaïque          | Akeem Bloomfield, Nathon Allen, Terry Ricardo Thomas, Javon Francis                | 3:00.76 | Q, SB |
| 3    | 2     | 6       | Belgique          | Dylan Borlée, Julien Watrin, Jonathan Sacoor, Kevin Borlée                         | 3:00.87 | Q, SB |
| 4    | 1     | 9       | Colombie          | Jhon Perlaza, Diego Palomeque, Jhon Solís, Anthony Zambrano                        | 3:01.06 | Q, NR |
| 5    | 2     | 8       | Trinité-et-Tobago | Asa Guevara, Jereem Richards, Darren Alfred, Deon Lendore                          | 3:01.35 | Q     |
| 6    | 2     | 7       | France            | Ludvy Vaillant, Christopher Naliali, Thomas Jordier, Mame-Ibra Anne                | 3:01.40 | q, SB |
| 7    | 1     | 8       | Italie            | Edoardo Scotti, Vladimir Aceti, Matteo Galvan, Davide Re                           | 3:01.60 | Q, SB |
| 8    | 1     | 6       | Royaume-Uni       | Cameron Chalmers, Rabah Yousif, Lee Thompson, Martyn Rooney                        | 3:01.96 | q, SB |
| 9    | 1     | 7       | Japon             | Julian Walsh, Shōta Iizuka, Kentaro Sato, Kota Wakabayashi                         | 3:02.05 | SB    |
| 10   | 2     | 3       | Afrique du Sud    | Thapelo Phora, Gardeo Isaacs, Ranti Dikgale, Derrick Mokaleng                      | 3:02.06 | SB    |
| 11   | 2     | 9       | Tchéquie          | Jan Tesař, Michal Desenský, Patrik Šorm, Vít Müller                                | 3:02.97 | SB    |
| 12   | 2     | 4       | Inde              | Amoj Jacob, Muhammed Anas, Jeevan Karekoppa Suresh, Noah Nirmal Tom                | 3:03.09 |       |
| 13   | 1     | 3       | Espagne           | Óscar Husillos, Samuel García, Julio Arenas, Darwin Echeverry                      | 3:04.27 | SB    |
| 14   | 1     | 2       | Australie         | Steven Solomon, Alex Beck, Murray Goodwin, Ian Halpin                              | 3:05.49 |       |
| 15   | 2     | 2       | Qatar             | Bassem Hemeida, Abubaker Haydar Abdalla, Ashraf Hussein Osman, Mohamed Nasir Abbas | 3:06.25 |       |
|      | 1     | 5       | Botswana          | Zibane Ngozi, Ditiro Nzamani, Onkabetse Nkobolo, Leungo Scotch                     | DQ      |       |

## Légende
Records et Performances
- AR : Record continental (area record)
- CR : Record des championnats (championship record)
- MR : Record du meeting (meet record)
- NR : Record national (national record)
- OR : Record olympique (olympic record)
- PR : Record paralympique (paralympic record)
- PB : Record personnel (personal best)
- SB : Meilleure performance personnelle de la saison (season's best)
- WL : Meilleure performance mondiale de l'année (world leader)
- WJR : Record du monde junior (world junior record)
- WR : Record du monde (world record)

Circonstances et Conditions
- DNF : N'a pas terminé (did not finish)
- DNS : N'a pas pris le départ (did not start)
- DQ : Disqualification (disqualification)
- NM : Aucun essai valable enregistré (No Mark)
- Q : Qualifié « directement » au prochain tour (ou à la prochaine compétition), lors d'une compétition majeure, grâce au classement ou à la réalisation des minima (automatic qualifier)
- q : Qualifié au prochain tour (ou à la prochaine compétition), lors d'une compétition majeure, grâce au repêchage ou à la réalisation de l'une des meilleures performances parmi celles des « non qualifiés directement » (grâce au meilleur temps ou à la meilleure distance par exemple) (secondary qualifier)